# Баженов, Юрий Михайлович
Ю́рий Миха́йлович Баженов (25 марта 1930 — 13 декабря 2020) — советский и российский учёный-материаловед, доктор технических наук, профессор, академик Российской академии архитектуры и строительных наук, почётный член общероссийской общественной организации «Российская инженерная академия» (РИА), заслуженный деятель науки Российской Федерации, заведующий кафедрой технологии вяжущих веществ и бетона (ТВВиБ) Московского государственного строительного университета, президент Ассоциации учёных и специалистов в области строительного материаловедения, почётный строитель России, почётный строитель города Москвы, почётный строитель Московской области, почётный профессор ряда университетов России и стран СНГ, почётный доктор Веймарской высшей школы по архитектуре и строительству (Германия).

## Биография
Родился 25 марта 1930 года.
В 1954 году окончил инженерно-строительный факультет Военно-инженерной академии им. В. В. Куйбышева.
В 1960 году защитил диссертацию на соискание ученой степени кандидата технических наук, в 1965 году — доктора наук.
В 1998 году учёный совет Казахской государственной архитектурно-строительной академии принял решение о присвоении Ю. М. Баженову почётного звания почётного профессора академии.
В 2006 году учёный совет Казанского государственного архитектурно-строительного университета принял решение о присвоении Ю. М. Баженову почётного звания почётного профессора КГАСУ.
Скончался 13 декабря 2020 года.

## Награды
- Орден Почёта
- Орден «Инженерная слава» (РИА)
- лауреат премии Совета Министров СССР — 1983
- лауреат премии Правительства Российской Федерации в области науки и техники — 2002
- лауреат Премия имени Ивана Александровича Гришманова - 2017
- Заслуженный деятель науки Российской Федерации

## Книги
Является автором более 250 научных трудов, в том числе 6 учебников и 28 учебных пособий, а также 60 патентов на изобретения.
- Технология бетона. Учебник. — 3-е изд. — М.: Изд-во АСВ, 2002. ISBN 5930931380.
- Горчаков Г. И., Баженов Ю. М. Строительные материалы. — 1986.
- Баженов Ю. М., Демьянова B. C., Калашников В. И. Модифицированные высококачественные бетоны.
- Баженов Ю. М., Коровяков В. Ф., Денисов Г. А. Технология сухих строительных смесей.
- Баженов Ю. М., Алимов Л. А., Воронин В. В., Магдеев У. Х. Технология бетона, строительных изделий и конструкций.
- Проектирование предприятий по производству строительных материалов и изделий.